# Condado de McClain

Mapa do Condado de McClain

O Condado de McClain é um dos 77 condados do estado norte-americano do Oklahoma. A sede do condado é Purcell, tendo como maior cidade Newcastle. O nome do condado é em homenagem a Charles M. McClain, um participante da Convenção Constitucional de Oklahoma.
A área do condado é de 1502 km² (dos quais 26 km² são cobertos por água), uma população de 27 740 habitantes e uma densidade populacional de 8 hab/km². O condado faz parte da Região metropolitana de Oklahoma City e é um dos 3 condados que possuem um dos mais rápidos crescimentos no estado, com uma texa de 21,5%.

## Condados adjacentes
- Cleveland (norte)
- Condado de Pottawatomie (nordeste)
- Condado de Pontotoc (leste)
- Condado de Gravin (sul)
- Condado de Grady (oeste)

## Cidades e vilas
- Blanchard
- Byars
- Cole
- Dibble
- Goldsby
- Newcastle
- Purcell
- Rosedale
- Washington
- Wayne